# أماندا رينولدز
أماندا رينولدز (بالإنجليزية: Amanda Reynolds)‏ هي راكبة الكنو أسترالية، ولدت في 7 أكتوبر 1971.

## وصلات خارجية
- أماندا رينولدز على موقع الاتحاد الدولي للكانو (الإنجليزية)
- أماندا رينولدز على موقع Paralympic.org (الإنجليزية)
- أماندا رينولدز على موقع اللجنة البارالمبية الأسترالية (الإنجليزية)